# Economia de Angola
A economia de Angola foi bastante afetada pela guerra civil que durou quase trinta anos, colocando o país juntamente com a Guiné-Bissau entre os mais pobres do planeta. Todavia, Angola apresenta boas taxas de crescimento apoiadas principalmente pelas suas exportações de petróleo. As jazidas de petróleo estão localizadas em quase toda a extensão da sua costa marítima.
Segundo índices de liberdade económica, Angola possui uma economia repressiva, ocupando o 149º lugar no índice de liberdade económica elaborado pela Heritage Fundation.
Com a proclamação da independência, seria normal que o ambiente geral fosse de enorme euforia e entusiasmo, que faria esquecer as dificuldades quotidianas. Na realidade, não foi isto que se deu.

## Comércio exterior
Em 2020, o país foi o 59º maior exportador do mundo (US $ 35,6 milhões em mercadorias, 0,2% do total mundial). Já nas importações, em 2016, foi o 71º maior importador do mundo: US $ 19,6 bilhões.

## Setor primário

### Agricultura
Ja teve o café como seu principal cultivo. Seguem-se-lhe cana-de-açúcar, sisal, milho, óleo de coco e amendoim. Entre as culturas comerciais, destacam-se o algodão, o fumo e a borracha. A produção de batata, arroz, cacau e banana é relativamente importante. Os maiores rebanhos são o bovino, o caprino e o suíno.
Toda esta capacidade de produção perdeu-se durante o período da guerra civil, mas o país vai recuperando paulatinamente essas produções agora que foi alcançada a paz.

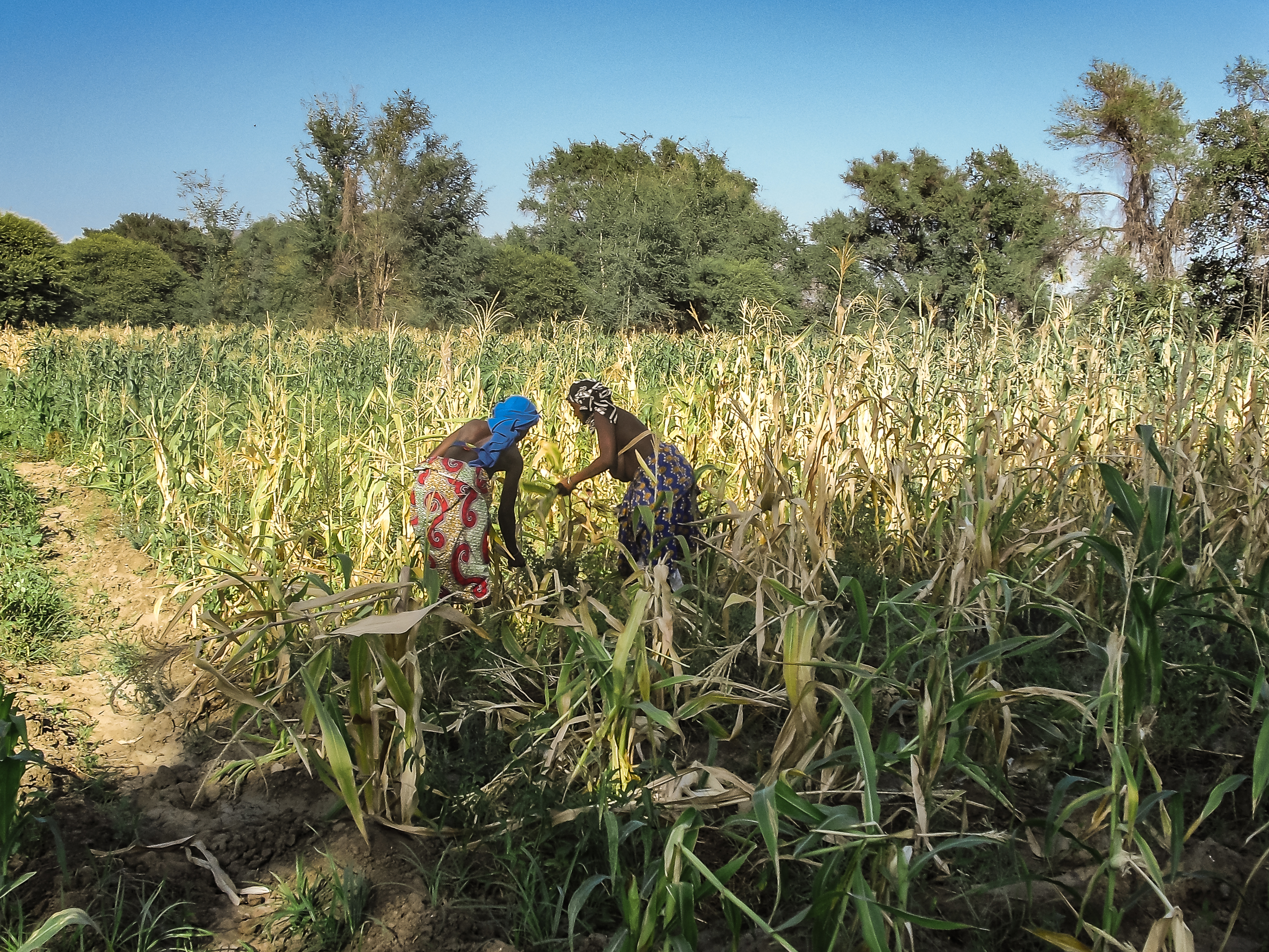
Agricultura
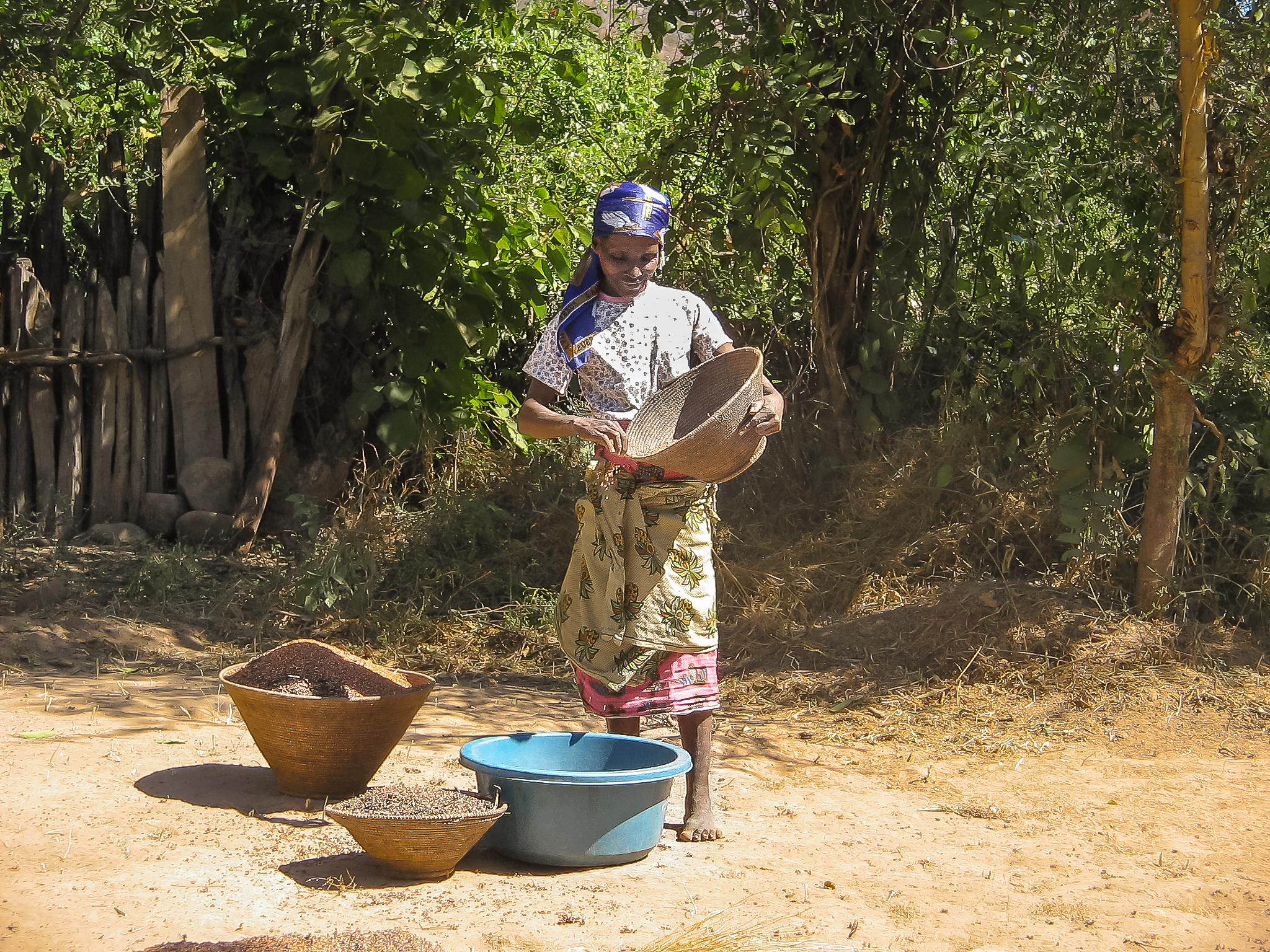
Cereais
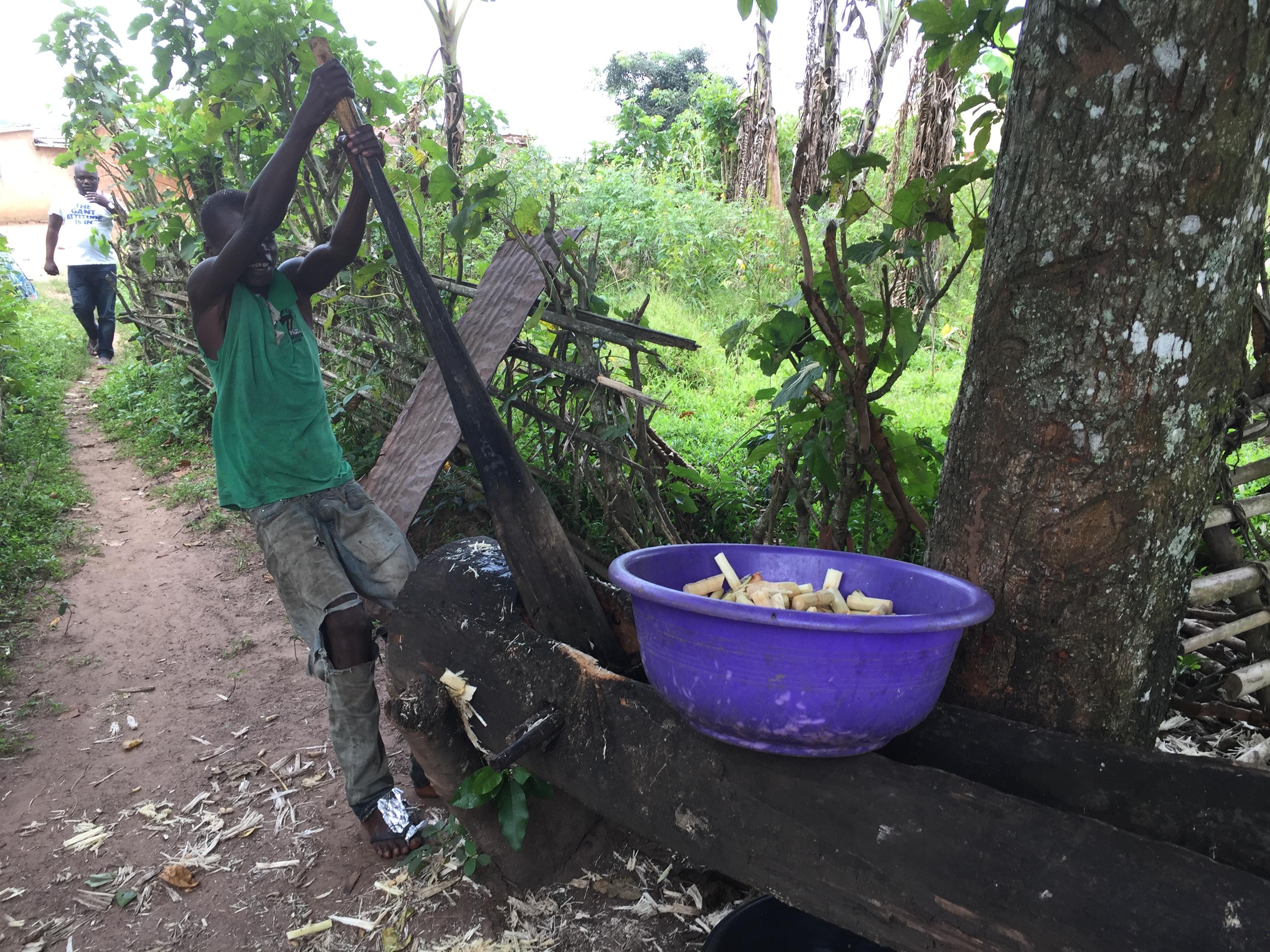
Uíge (cana-de-açúcar)
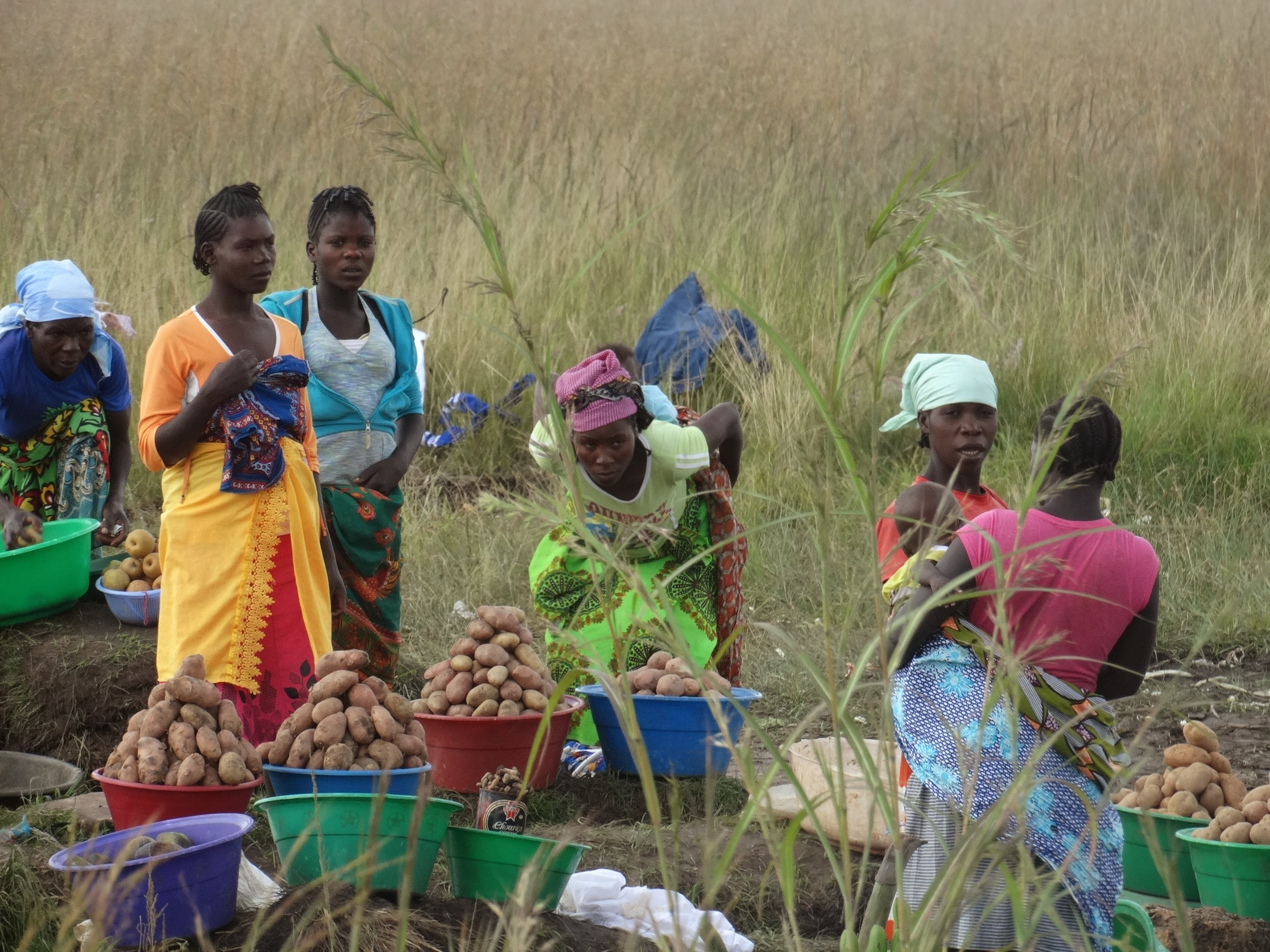
Batatas
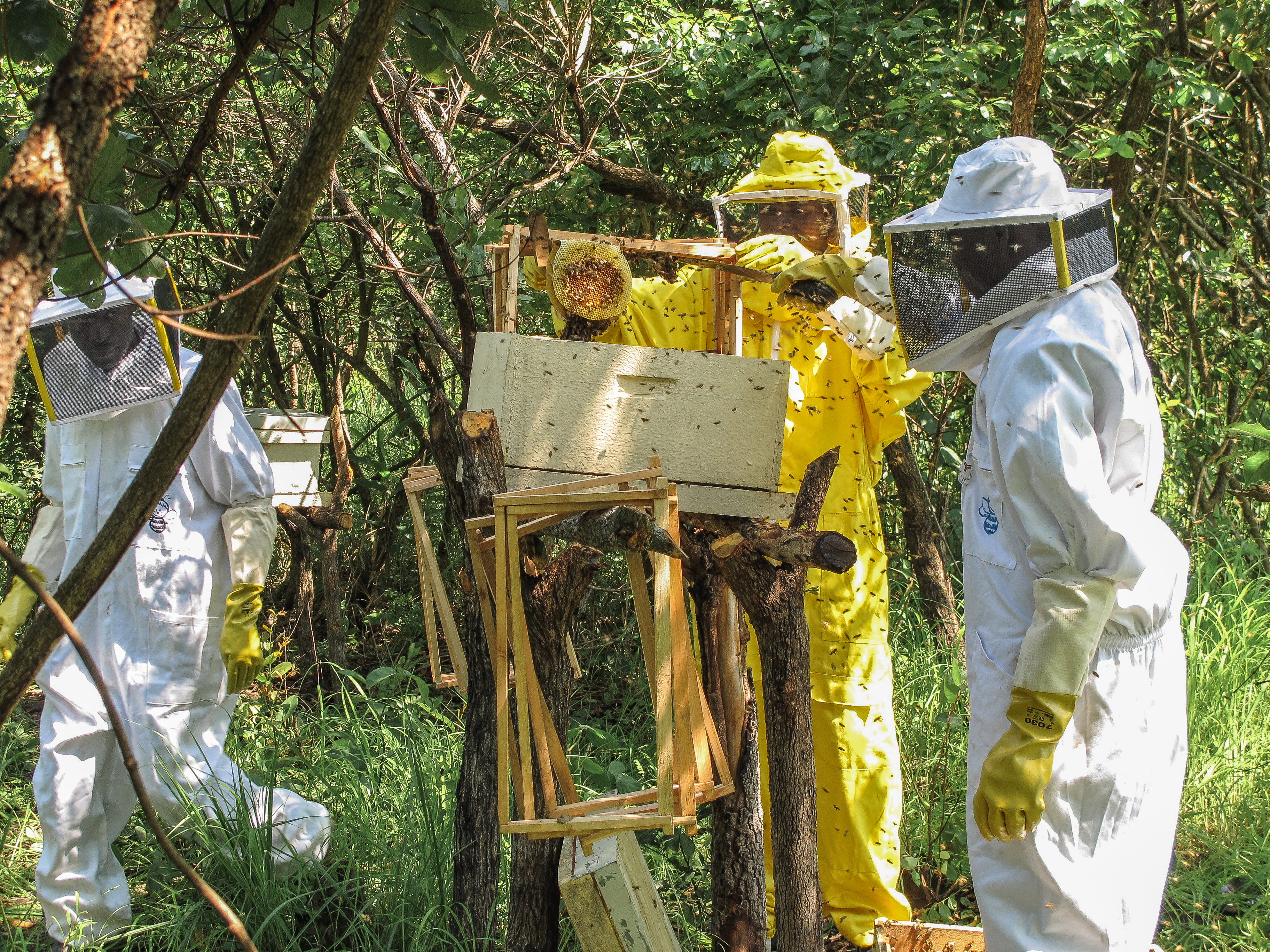
Apicultura
ConcheiraConcheira

Angola produziu, em 2018:
- 8,6 milhão de toneladas de mandioca (8º maior produtor do mundo);
- 3,5 milhão de toneladas de banana (7º maior produtor do mundo, ou o 10º maior, se considerarmos junto as plantains ou banana-da-terra);
- 2,2 milhão de toneladas de milho;
- 1,2 milhão de toneladas de batata doce (10º maior produtor do mundo);
- 806 mil toneladas de batata;
- 597 mil toneladas de abacaxi (13º maior produtor do mundo);
- 572 mil toneladas de cana de açúcar;
- 355 mil toneladas de repolho;
- 314 mil toneladas de feijão;
- 280 mil toneladas de óleo de palma;
- 154 mil toneladas de amendoim;

Além de produções menores de outros produtos agrícolas, como café (16,3 mil toneladas), algodão (5,5 mil toneladas), tabaco (3 mil toneladas) e sisal (573 toneladas).

### Pecuária
Na pecuária, Angola produziu, em 2019, 23 mil toneladas de mel (16º maior produtor mundial), 136 mil toneladas de carne suína, 98 mil toneladas de carne bovina, 49 mil toneladas de de carne de frango, 219 milhões de litros de leite de vaca,  entre outros.

## Setor secundário

### Indústria
O Banco Mundial lista os principais países produtores a cada ano, com base no valor total da produção. Pela lista de 2019, Angola tinha a 96ª indústria mais valiosa do mundo (US $ 3,8 bilhões).
As principais indústrias do território são as de beneficiamento de oleaginosas, cereais, carnes, algodão e fumo. Merece destaque, também, a produção de açúcar, cerveja, cimento, e madeira, além do refino de petróleo. Entre as indústrias destacam-se as de pneus, fertilizantes, celulose, vidro e aço. O parque fabril é alimentado por cinco usinas hidroelétricas, que dispõem de um potencial energético superior ao consumo.

### Energia
Nas energias não-renováveis, em 2020, o país era o 16º maior produtor de petróleo do mundo, extraindo 1,25 milhões de barris/dia. Em 2011, o país consumia 80 mil barris/dia (84º maior consumidor do mundo). O país foi o 10º maior exportador de petróleo do mundo em 2018 (1,42 milhões de barris/dia). Em 2015, Angola era o 68º maior produtor mundial de gás natural, com uma produção quase nula. O país não produz carvão.

### Mineração
Angola é rica em minerais, especialmente diamantes, petróleo e minério de ferro; possui também jazidas de cobre, manganês, fosfatos, sal, mica, chumbo, estanho, ouro, prata e platina. As minas de diamante estão localizadas perto de Dundo, na província da Lunda Norte. Importantes jazidas de petróleo foram descobertas em 1966, ao largo de Cabinda, assegurando ao país a auto-suficiência. Em 1975 foram localizados depósitos de urânio perto da fronteira com a Namíbia.

## Setor terciário

### Transporte
O principal modal da rede de transportes angolana ainda é o rodoviário, que conecta, razoavelmente, todas as grandes cidades do país. As principais rodovias da nação são a EN-100 (oeste-litorânea), a EN-250 e a EN-260 (centro-oeste/leste), a EN-230 (norte-oeste/leste), a EN-140, EN-120 e EN-105 (centro norte/sul), a EN-180 (leste-norte/sul) e a EN-280 (sul-oeste/leste).
O sistema ferroviário de Angola compõe-se de três linhas que ligam o litoral ao interior, sendo os caminhos de ferro de Benguela, Luanda e Moçâmedes. O mais importante é o caminho de ferro de Benguela, que faz a conexão com as linhas de Catanga (Ferrovia Cabo-Cairo), na República Democrática do Congo.
Os portos do país servem como pontas de lança principalmente para as ferrovias, sendo que os mais movimentados são os de Luanda, Lobito, Namibe, Soyo e Cabinda.
O território angolano é servido por uma série de aeródromos, sendo que os principais estão localizados nos grandes centros, como é o caso do Aeroporto Internacional da Catumbela (Benguela/Lobito), do Aeroporto Maria Mambo Café (Cabinda), do Aeroporto Albano Machado (Huambo/Caála), do Aeroporto Internacional da Mukanka (Lubango) e do Aeroporto Internacional Welwitschia Mirabilis (Moçâmedes). O maior é o Aeroporto Internacional 4 de Fevereiro, em Luanda, que é o centro de linhas aéreas que põem o país em contacto com outras cidades africanas, europeias e do resto do mundo.

### Construção Civil
Após décadas de guerra, Angola teve sua infraestrutura bastante danificada. Com a chegada da paz e as divisas provenientes da descoberta do petróleo, o sector da construção civil tem experimentado um grande crescimento. O setor é atualmente responsável por 29% dos investimentos externos no país, segundo a Agência Nacional para o Investimento Privado[carece de fontes?]. O crescimento do sector pode ser observado tanto na reeconstrução da infraestrutura nacional como no setor imobiliário que sofre um grande défice. Importantes construturas e incorporadoras estrangeiras tem se instalado no país, como destaque para as portuguesas Mota-Engil, Teixeira Duarte, Soares da Costa, Somague ou Edifer, e para as Brasileiras Odebrecht (atual Novonor), Camargo Corrêa, Genea Angola, Queiroz Galvão e Andrade Gutierrez. Além disso também há empresas angolanas a surgir, como por exemplo o Grupo Opaia SA e a Termopainel SA industria de painéis isotérmicos.

### Turismo

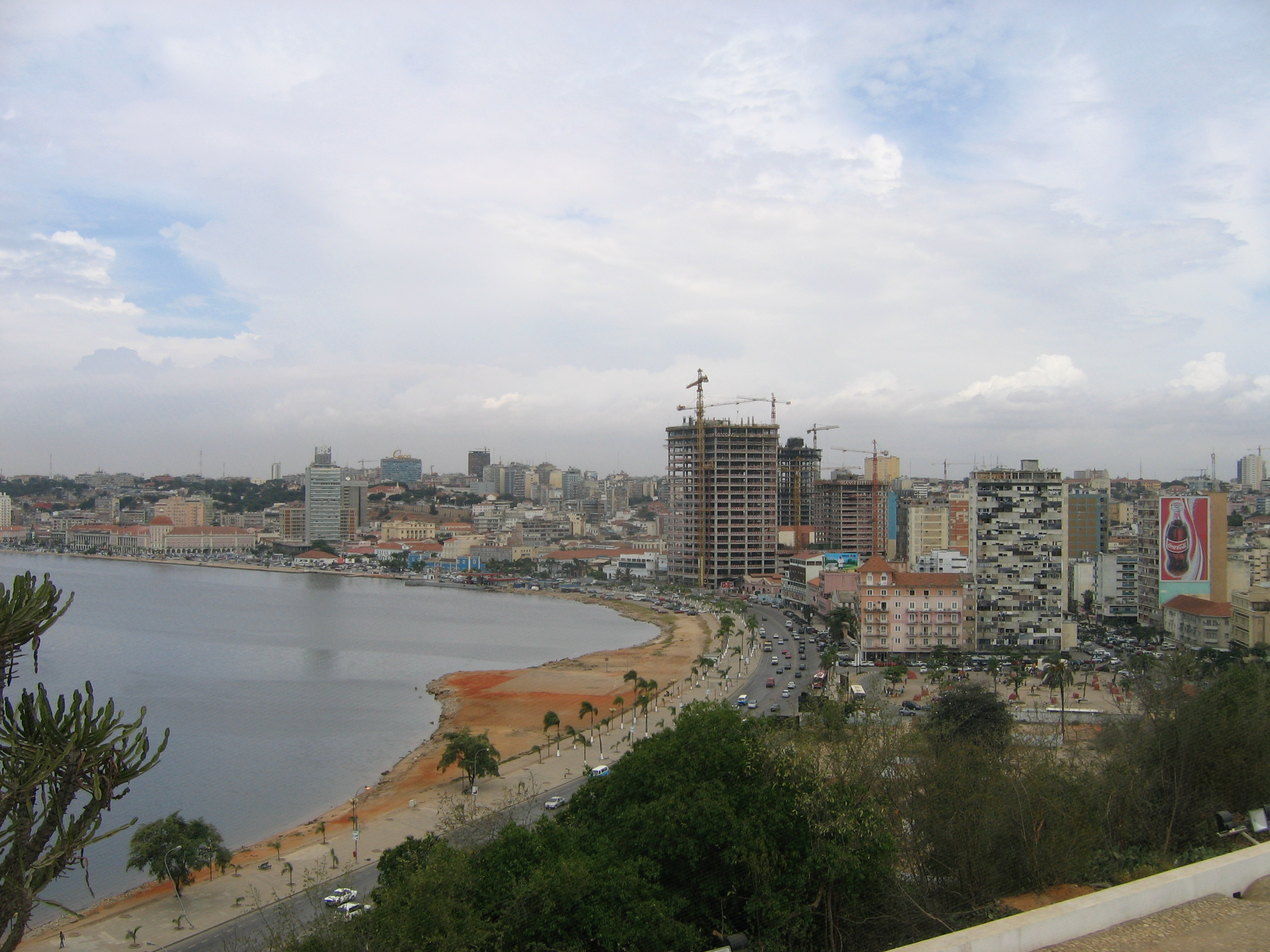
Capital de Angola e ponto turístico entrada principal, Luanda

Em 2017, Angola recebeu 0,26 milhões de turistas internacionais. As receitas do turismo, neste ano, foram de US $ 0,8 bilhões.
O turismo em Angola está diretamente associado à beleza natural do país. O setor do turismo em Angola é relativamente novo, condicionado pela guerra civil, que terminou em 2002. o ano 2013 teve sua maxima cantidad de turistas com 650.000  mas no ultimo dato do 2018 teve somente 215.000 turistas

### Mercado de Capitais
No dia 19 de dezembro de 2014 arrancou o mercado de capitais em Angola. A Bolsa de Dívida e Valores de Angola (BODIVA) recebeu o mercado secundário de dívida pública, estando previsto para 2015 o arranque do mercado de dívida corporativa, sendo que o mercado accionista só deverá ser uma realidade em 2017.